# قرة داغلي (شيخ موسي)
قرة داغلي (بالفارسية: قره‌داغلی) هي قرية تقع في إيران في قسم شیخ موسي الريفي. يقدر عدد سكانها بـ 1,007 نسمة .